# Para tu cabeza
Para tu cabeza “demos” es el nombre del segundo EP de la banda de punk-rock 6 Voltios; todos con una nueva versión.

## Lista de canciones
| Para tu cabeza |                     |          |  |
| N.º            | Título              | Duración |  |
| 1.             | «Eres todo para mí» | 3:04     |  |
| 2.             | «Espacios vacíos»   | 3:16     |  |
| 3.             | «Seguiré igual»     | 2:21     |  |
| 4.             | «Blankita»          | 4:12     |  |
| 5.             | «Días amargos»      | 3:32     |  |
| 6.             | «Otro lugar»        | 3:32     |  |